# Inupiaq
Inupiakština, Inupik, Inupiaq, Iñupiaq, nebo Inupiatun je skupina dialektů inuitštiny používaná na severní a severozápadní Aljašce. Patří mezi eskymácko-aleutské jazyky. Hovoří jimi 2 420 mluvčích.

## Příklady

### Číslovky
| Inupiaq          | Česky |
| atausiq          | jeden |
| malġuk           | dva   |
| piŋasut          | tři   |
| sissamat         | čtyři |
| tallimat         | pět   |
| itchaksrat       | šest  |
| tallimat malġuk  | sedm  |
| tallimat piŋasut | osm   |
| qulinŋuġutaiḷag  | devět |
| qulit            | deset |

## Užitečné fráze
| Inupiaq           | Česky            |
| ----------------- | ---------------- |
| Uvlaalluataq!     | Dobré ráno!      |
| Uvlulluataq!      | Dobrý den!       |
| Unnuksraalluataq! | Dobré odpoledne! |
| Anaqallutaq!      | Dobrý večer!     |